# ガンダムトゥルーオデッセイ 〜失われしGの伝説〜
『ガンダムトゥルーオデッセイ 〜失われしGの伝説〜』は、2005年6月30日にバンダイから発売されたコンピュータRPGである。北米ではMS Saga: A New Dawnのタイトルで2006年2月21日に発売された。主題歌はsavage geniusの『Take a chance.』。

## 概要
ガンダムシリーズに登場したモビルスーツを操作して冒険を繰り広げるRPG。モビルスーツは手足などのパーツや武器を換装してカスタマイズできる。ゲームの世界設定は既存のガンダムシリーズとは異なるゲームオリジナルのもので、登場するモビルスーツは、SDガンダムのようにデフォルメされている。なお、登場するモビルスーツのコクピットは演出の都合上、すべてRX-78-2 ガンダム（いわゆるファーストガンダム）に近いものとなっており、モビルファイターでさえも例外ではない。
宇宙世紀を中心に『機動武闘伝Gガンダム』（G）や『新機動戦記ガンダムW』（W）など様々なシリーズの機体が登場するが、『機動新世紀ガンダムX』（X）や『機動戦士ガンダムSEED』（SEED）など出演が見送られた作品もある。
ただ、参戦作品の中で『機動戦士ガンダム0080 ポケットの中の戦争』の機体のうち、ジム寒冷地仕様、ジム・コマンド、ジムスナイパーII、ケンプファー、ゲルググJ、ズゴックE、ハイゴッグなどは登場するものの、主役機体であるザクII改とガンダムNT-1（アレックス）は登場しない。
キャラクターデザインは安田朗。安田によると、当初は『∀ガンダム』の続編として製作が始まったが、製作中にサンライズから待ったがかかり、その結果現在の形に落ち着いたことが明かされている。
また、キャラの動きやMSの動きは女子高校生を使ってのモーションキャプチャーによってなされている。

## ストーリー
大量のエネルギーと設計図さえあればありとあらゆるものを創造することが可能な「Gシステム」。このシステムを手にした人類は繁栄の頂点を極めたかに思えたが、新たな世界を創造することを望んだ者によってシステムは暴走、世界の大半を壊滅させる「大破壊」を引き起こした。辛くも生き延びた人類は「Gシステム」を厳重に管理した上で運用し、少しずつ復興の道を歩み始めていた。
大破壊から60年後、主人公のトラッシュは生まれ育った孤児院からの巣立ちの日、黒いザクの襲撃によって恩師とその場にいた孤児院の仲間達を全て失ってしまう。復讐を誓った彼は、偶然に生き延びた弟分のフリッツと共に、謎の女研究者マリーの助けを借りて、モビルスーツを手にするのだった。

## ゲームの特徴・システム

### モビルスーツのカスタマイズ
モビルスーツはボディ（頭部・胴体部）を中心に、腕部、アーマー、脚部、オプションユニットに分割されており、それぞれ自由に組み換えが可能となっている。あらかじめ用意されたカラーパターンの中で機体の色を変更することも可能。なお、この世界のモビルスーツは機体の情報と「ECAP」と呼ばれるエネルギーをGシステムにかけることで創造される。
- ボディ - 頭部と胴体部を構成するモビルスーツの中心部分。武器のキャパシティが設定されている他、改造で基本性能を向上させることが可能。武器が内蔵されているものも存在する。
- 腕部 - モビルスーツの攻撃性能に影響する。左右別々に存在する。中には武器が内蔵されたパーツや、腕そのものが武器になっている（そのため、携帯武器を装備できなくなる）パーツもある。
- アーマー - 肩部に装備する。左右別々に存在する。攻撃・防御性能が向上するが運動性能は低下するものが多い。左のアーマーは一部の盾と干渉する。
- 脚部 - モビルスーツの耐久性と運動性能に影響する。中には攻撃性能や初期EN（エネルギー）値を向上させるものもある。なお、ホバー走行を行うモビルスーツの脚部を取り付けて、フィールド上で走るとホバー走行で移動する。
- オプションパーツ - 特定の性能を向上させるパーツ。サイズによって内装機器から背部に装備するバックユニットまで様々な種類がある。バックユニットは後述する一部の特殊装備と干渉する。

### 武器の装備
モビルスーツごとに固有の装備枠（最大8×8）が設定されており、武器の形をしたブロックをパズルのように埋めていくという装備スタイルである。
- 格闘用武器 - ビームサーベルやヒートホーク等のマニピュレーターで保持する近接武器。主に縦に装備スペースを取る。最大装備数は1つ。剣・斧・槍の3種と、何も装備しない素手に細分化される。強力で消費ENが少ない反面、相手の反撃を誘発するという弱点もある。
- 射撃用武器 - ビームライフルやザクマシンガン等のマニピュレーターで保持する射撃武器。比較的装備スペースが小さく、装備しやすい。最大装備数は2つ。射撃武器は主に横に装備スペースを取る。
- 特殊武器 - 肩に装備するキャノン砲等の武器。威力は総じて高いが、横に大きく装備スペースを占有し、消費ENも多い。最大装備数は1つ。バックパック系のオプションパーツと干渉するものもある。
- 腕部装備 - 腕部に取り付ける装備。武器と追加装甲に細分化される。最大装備数は左右の腕に1つずつの合計2つ。左腕に付けると盾と干渉し、一部の装備は右腕に取り付けると格闘用武器及び射撃用武器と干渉する。
- 盾 - 左腕に装備する盾。武器を内蔵したものも存在する。縦長もしくは正方形に装備スペースを占有する。左腕部装備及び一部の左肩アーマーと干渉する。

### 戦闘
- エンカウントは一定の確率で突然出現するランダムエンカウントと、黄色と赤色のシンボルに接触するシンボルエンカウントの両方が存在する。
- 戦闘にはターン制が採用されており、ターン開始時に蓄積されるENをやりくりしながら戦う。
- キャラクターごとに機体のENを大量に消耗して放つブースト技と、キャラクターのTP（テクニカルポイント）を消費するテクニックが使用できる。ブースト技は主に攻撃と防御、テクニックは補助・回復的な要素の技が多い。
- 敵の行動の種別と残りEN量はあらかじめ表示されており（格闘攻撃ならFIG、ブースト技ならBST）、この表示を参考にして敵の行動を予測し、こちらの行動を決定するのが基本パターンとなっている。
- 行動には「防御中は格闘攻撃をされても反撃できない」等の強弱関係があり、特に特定の行動を無力化するブースト技は戦略に大きく影響する。
- 戦闘に直接参加するのは最大3機の前衛のみで、後衛は待機状態となる。待機中はEN蓄積量が増加してHPも少しずつ回復する。
- 前衛・後衛の入れ替えはキャラクターごとのコマンド入力時にターンを消費せずに行えるが、戦闘不能やショート状態のキャラクターはコマンド入力が出来ないので入れ替えられない。戦闘不能になると戦闘参加者の枠を塞ぐことになり、パーティ全体が大きく不利になる。前衛が全滅すれば後衛が残っていてもゲームオーバーとなる。

あらかじめ敵の攻撃パターンが予測できる反面、敵の攻撃は非常に激しくゲームの難易度は高めである。綿密なEN管理と防御技の使用が攻略の鍵となる。

## 用語
Gシステム（GLORY-SYSTEM）
ザースカンパニー総帥リバジ・ザースが作り上げた、あらゆる物質の変換・合成を自在に行える夢のシステム。ECAPという高エネルギー圧縮体と設計データさえあれば食料品から機動兵器まであらゆる物を作れる。食料問題など多くの課題を解決に導き、人類の生活を一変させたが、やがて大破壊を引き起こす。
小型・大型・超大型の3種類が存在していたが、大破壊によって大部分が失われ、現存するものは小型タイプがほとんどであり大型タイプもわずか5基である。
なお、Gシステムには人が直接操作を行わないと起動しないようにセキュリティが施されており、このセキュリティを解除するには開発者であるリバジの生体情報が必要である。
大破壊
60年前にGシステムのオーバーロードによって生まれたエネルギーによって起きた災害。わずか一週間で人類の90%を死滅させ、世界中の文明を文字通り破壊した。
大破壊後、責任を回避しようとした為政者のプロパガンダもあり人々の憎悪はザース一族に向けられ、彼らを差別・迫害していった。
ジーズ・ユニコーン
正式名称は「Gシステム統一管理機構」。大破壊直後にGシステムを管理する組織として設立された。初代長官はマリー。各地の市街地に支部であるユニコーン・ベースを置いており、それぞれに管理官が存在する。
Gシステム三大原則（1.兵器および武装の創造の禁止、2.生命体の創造の禁止、3.過去に存在していた物以外の創造の禁止）を制定したが、近年大幅な拡大解釈や規制緩和等によって強制力は低下している。
アイゼングラード軍
世界最大の都市アイゼングラードが独自に組織した軍隊。ジーズ・ユニコーンとは協力関係にある。
ダークモビル同盟
大破壊以前に存在した巨大機動兵器「モビルスーツ」を大量に擁する謎の武装集団。各地で都市を襲撃し、ジーズ・ユニコーンと対立している。
ネオザース
ダークモビル同盟の背後にある組織。
マキーナ・サピエンス
Gシステムによる生命創造の成功例。イーチィとタッカーがこれに該当する。

## 地理
本作のワールドマップは現実の世界地図をベースにしたものとなっている。

### 街・村
マリーの家
トラッシュのよき理解者、マリーが住んでいる家。風力発電式のMS整備機構等、多くの設備が設置してある。
ナクリー孤児院
トラッシュとフリッツが1年前まで暮らしていた孤児院。1年前に黒いザクの襲撃を受け、兄弟同然の仲間達と母のように慕っていたナクリーの命を奪われる。現在は廃墟となっている。
アンジェリア
大陸のはずれにある田舎町。住人達は農耕を基盤とした穏やかな生活を送っている。
アイゼングラード
アイゼングラード軍本部から形成された軍事都市。整備が進む都市部と貧困に苦しむスラム街が存在する。
ポルトマーレ
漁業や交易が盛んなことで有名な港町。ダークモビル同盟による海賊行為で治安が悪化しており、町の活気が失われつつある。
エルドサムニア
砂漠地帯の厳しい環境の中にある街。野盗の襲撃に備え、街全体を迷路のような複雑な作りにしてある。
空賊たちの砦
人目を避けるかのように山岳の合間に建築されている砦。ブラックチケットを持つ者だけが進入を許される。
トウハイ
個性的な文化を背景に独自の発展を遂げた商業都市。実質的な支配権はロン率いるロン商会が握る。
前線基地フォルダスト
大破壊以前に建造された施設をアイゼングラード軍がダークモビル攻略用の拠点として改造した前線基地。
忘れられた村
差別、迫害から逃れようとしたザース一族が暮らしていた村。村にはザース一族の墓が多く立ち並んでいる。
ユニコーン本部
Gシステムの監視を行うジーズ・ユニコーンの本部。システムの悪用を防止するため関係者以外の立ち入りは禁止されている。
墜落ポイント
アイゼングラード軍の攻撃により墜落した空賊達のガウの周辺に夜営キャンプが設営されている。
ディギンズロック
大型Gシステムの内部に作られた街。大破壊以前の失われた技術を復活させるための研究が行われている。

### Gシステム
Gシステム01
荒廃した山岳の内部に建造された、大型のGシステム。辺境に位置するため、訪れる者は皆無に等しい。
トラッシュ達はこのGシステム01で最初のMSを建造した。
Gシステム02
アイゼングラードの北に位置する大型Gシステム。入口はカードキーによりロックされており、アイゼングラード軍の管理下にあるものと思われる。
Gシステム03
人里離れた辺境の地にある大型Gシステム。普段は空賊の縄張りだが、近頃はダークモビル同盟の脅威に晒されている。
Gシステム04
南米に位置する大型Gシステム。施設内は老朽化が進行しており、至るところが崩落している。
Gシステム05
グリーンランドに位置する大型Gシステム。システム最深部には最強とも謳われるMSが眠るという。

## 登場人物

### パーティーキャラクター
トラッシュ
【年齢：16歳 / 好きなもの：高い場所、ナクリー先生 / 嫌いなもの：勉強、女性に間違えられる事】
本編の主人公。あどけなさの残る外見に似合わぬ正義感の強い、一本気で喧嘩っ早い性格。格闘戦を得意とする。
左右で目の色が異なるオッドアイ。孤児院に引き取られる前はその瞳にコンプレックスを抱き、眼帯で片目を隠して過ごしていた。
フリッツ
【年齢：14歳 / 好きなもの：機械いじり、人をからかうこと、ナクリー先生 / 嫌いなもの：ネズミ、子供扱いされること、束縛されること】
孤児院でのトラッシュの弟分。孤児院襲撃の当日に偶然脱走中だったため、生きながらえた。
元はアイゼングラードのスラムに住んでいたストリートチルドレンで、世間からは「ゴミを漁る汚いドブネズミ」の意を込めて「ラッツ」と呼ばれていた。やや斜に構えたところもあるが元来は心優しく、臆病な性格。それ故に激化していく戦いに恐れを隠せない一面もある。メカニックに関しては天才的なセンスを持つ。
イーチィ
【年齢：不明（外見年齢は14歳） / 好きなもの：トラッシュ / 嫌いなもの：なし】
ムーンアークと呼ばれる宇宙船の廃墟で出会った記憶喪失の少女。年齢不詳。自身の記憶を取り戻すためにトラッシュ達に同行する。数多くのテクニックと補助・防御系のブースト技を使いこなす。
トレミー・ザース
【年齢：18歳 / 好きなもの：人をおちょくること、お兄さん / 嫌いなもの：悪人、ウジウジしてる男、高い場所】
紅いジム・コマンドを駆る旅の少女。明るくサッパリとした性格のムードメーカー。生き別れとなった兄を探しているらしい。バランスの取れた能力を持つ。（このジムコマンドの武装はNT1アレックスなので、本当はアレックスに乗せるつもりだったらしいのだが、チーム加入が序盤の上、離反して再加入するということも無いのでそれは見送られた。）
ナイアール・ハーミット
【年齢：19歳 / 好きなもの：不明 / 嫌いなもの：不明】
アイゼングラード軍に所属する仮面の男。階級は大尉。卓抜したMS操縦技術を持ち、部下からの信頼も厚い。仮面の奥には大いなる決意と野望を秘めている。
本名はウラジ・ザースといい、トラッシュの孤児院を襲撃した部隊のリーダーだった。そしてトレミーの兄でもある。
物語の後半で新たなる組織「ネオザース」を結成し、その総帥となる。
ガベンジャー
【年齢：24歳 / 好きなもの：正義、人助け、トキタ博士 / 嫌いなもの：悪、争い、毛虫】
Gシステムを管理するジーズ・ユニコーンのエージェント。大破壊の再現を目論む謎の組織を追っている。大柄な外見を持つ知性派で、Gシステムや大破壊についても詳しい。
ダークモビル本拠地の戦いでネオザースからトラッシュ達を守るために一人囮となり死亡する。
ヴァンガス
【年齢：29歳 / 好きなもの：女性、強い男、空を飛ぶこと / 嫌いなもの：犬、寒さ】
ガウに乗って世界を股にかけるヴァンガス空賊団の首領。無類の女好きで、事あるごとにハクホウにアプローチをかけるも、まるで相手にされていない。乗機はジム・スナイパーII、ケンプファー。バスリーとは友人同士。
バスリー・スー
【年齢：38歳 / 好きなもの：ケンカ、動物、子供 / 嫌いなもの：嘘、権力】
モビルスーツとGシステムの悪用を目論むダークモビル同盟四将軍の一人。ビグ・ザムに搭乗する。当初は敵対するが自分達がウラジに騙されていたと知り、世界を大破壊から守るためにトラッシュ達の仲間になる。
ヴァンガスのかつての仲間でもあり、各地で悪事を働いていた。友人であるヴァンガス曰く「悪党には違いないが腐っちゃいない」。
キ・ハクホウ
【年齢：17歳 / 好きなもの：戦うこと、食べること / 嫌いなもの：ナンパな男、甘い食べ物、考えること】
伝説の格闘技「鳳翔拳」を使う少女。モビルスーツ戦においても抜群の格闘能力を誇る。一方で、砲撃戦用のガンキャノンのことをガンダムだと思い込んで愛機にしていた（このガンキャノンには、右腕にズゴック改のパーツを装備している）等、おっちょこちょいで深く考えるのが苦手な性格。似通った性格のトラッシュとはウマが合う。
ノインス・レンザー
【年齢：24歳 / 好きなもの：軍、規律、酒 / 嫌いなもの：不明瞭な報告、軟弱者、家事全般】
アイゼングラード軍の女性仕官。階級は少佐。高潔な性格の軍人で、白銀のギャンを駆る。
ラピス・ザース
【年齢：14歳 / 好きなもの：ティック / 嫌いなもの：ザース一族である自分】
トレミーの従姉妹にあたる少女。騎士の鎧を着ている。タッカーに洗脳され、サイコガンダムのパイロットとしてトラッシュ達の前に立ちふさがる。

### ジーズ・ユニコーン
シャルポーン
ジーズ・ユニコーンの現長官。
オリビア
ユニコーン本部の管理官。ガベンジャーの友人。
オグス
ユニコーン・ベースアンジェリア支部の管理官。ユニコーン本部に妻がいる。

### アイゼングラード軍
シャ・ソウセイ
アイゼングラード軍中将。搭乗機体はケンプファー。
ダート・アクター
アイゼングラード軍大佐。搭乗機体はキュベレイ。
エルモット・ダスタフ
アイゼングラード軍総帥。

### ダークモビル同盟
ウェイバー
ダークモビル四将軍の一人で通り名は「怒涛のウェイバー」。搭乗機体はゾック。ポルトマーレで海賊騒ぎを起こすも、その話を聞き付け海賊のアジトに乗り込んだトラッシュ達との戦いに敗れ死亡する。
ザイン
ダークモビル四将軍の一人で通り名は「鉄壁のザイン」。搭乗機体はザメル。鉱山基地でトラッシュ達との戦いに敗れ死亡する。
クーロン
ダークモビル四将軍の一人で通り名は「神速のクーロン」。表向きの顔はトウハイを拠点とするロン商会の武器商人「ロン」であり、アイゼングラード軍とも取引をしていた。搭乗機体はアプサラス。オウリュウ峡谷でトラッシュ達との戦いに敗れ死亡する。

### ネオザース
ハーン・ジ・タッカー
ナイアール（ウラジ）の部下。その正体は、リバジ・ザースが創り出したマキーナ・サピエンスの一人で、本作の最終ボス。人類の監視という役目を与えられており、Gシステムを利用して各地に転移することが可能となっている。本名は「TOCOO1013」という。搭乗機体はマスターガンダム。最終決戦ではα・アジール、ブラックウイングに搭乗する。
ティック・ザース
ナイアール（ウラジ）の部下。17歳。ザース一族を差別・迫害した人間達に対して憎悪を抱いている。搭乗機体はアルトロン。
マフディ・ザース
ナイアール（ウラジ）の部下。20歳。トラッシュの孤児院を襲撃した張本人。搭乗機体はデスサイズヘル。

### その他のキャラクター
マリー
ゴスロリファッションにサングラスという出で立ちの女性研究者。高名な歴史学者にして初代ジーズ・ユニコーン長官でもある。「マリー婆さん」と呼ばれると怒る。実年齢を隠すために厚化粧をしており、フリッツ曰く「彼女に近付けば、真実が見える」。フルネームは「マリー・オリジン・ネイケシュネック・トキタ」。
ナクリー先生
トラッシュとフリッツが育った孤児院の先生。トラッシュ達は母のように慕っていたが、謎の黒いモビルスーツによって孤児院の仲間と共に殺されてしまう。